# Kentucky Derby Open
O Kentucky Derby Open foi um torneio masculino de golfe no PGA Tour disputado no campo de golfe Seneca, em Louisville, Kentucky, durante a década de 1950. Gary Player vence a edição de 1958 do torneio, o seu primeiro título no PGA Tour.

## Campeões
- 1959 Don Whitt
- 1958 Gary Player
- 1957 Billy Casper